# Laranjeiras (Serra)
O nome original do bairro é Parque Residencial Laranjeiras, é popularmente conhecido por Laranjeiras e seu primeiro nome foi Carapinão. É um bairro do município brasileiro de Serra, no estado do Espírito Santo.
Apesar de ter início como bairro residencial, é uma região de alto comércio de Serra e faz fronteira com os bairros Valparaíso, Barcelona,  Chácara Parreiral, José de Anchieta e Jardim Limoeiro.